# Episodi di American Crime Story (seconda stagione)
La seconda stagione della serie televisiva American Crime Story, intitolata L'assassinio di Gianni Versace (The Assassination of Gianni Versace: American Crime Story) e composta da nove episodi, è stata trasmessa in prima visione negli Stati Uniti d'America sul canale via cavo FX dal 17 gennaio al 21 marzo 2018.
In Italia, la stagione è andata in onda in prima visione sul canale satellitare Fox Crime dal 19 gennaio al 23 marzo 2018.
Il cast principale di questa stagione è costituito da Édgar Ramírez, Darren Criss, Ricky Martin e Penélope Cruz.
| nº | Titolo originale           | Titolo italiano     | Prima TV USA     | Prima TV Italia  |
| -- | -------------------------- | ------------------- | ---------------- | ---------------- |
| 1  | The Man Who Would Be Vogue | L'uomo da copertina | 17 gennaio 2018  | 19 gennaio 2018  |
| 2  | Manhunt                    | Caccia all'uomo     | 24 gennaio 2018  | 26 gennaio 2018  |
| 3  | A Random Killing           | Un omicidio casuale | 31 gennaio 2018  | 2 febbraio 2018  |
| 4  | House by the Lake          | La casa sul lago    | 7 febbraio 2018  | 9 febbraio 2018  |
| 5  | Don't Ask Don't Tell       | Coming Out          | 14 febbraio 2018 | 16 febbraio 2018 |
| 6  | Descent                    | L'uomo giusto       | 28 febbraio 2018 | 2 marzo 2018     |
| 7  | Ascent                     | Ascesa              | 7 marzo 2018     | 9 marzo 2018     |
| 8  | Creator / Destroyer        | Ricordi d'infanzia  | 14 marzo 2018    | 16 marzo 2018    |
| 9  | Alone                      | Solo                | 21 marzo 2018    | 23 marzo 2018    |

## L'uomo da copertina
- Titolo originale: The Man Who Would Be Vogue
- Diretto da: Ryan Murphy
- Scritto da: Tom Rob Smith

### Trama
La mattina del 15 luglio 1997 il noto stilista italiano Gianni Versace viene assassinato fuori dalla sua villa a Miami Beach dal ricercato killer Andrew Cunanan. Sette anni prima, Cunanan aveva incontrato Versace in un nightclub gay a San Francisco e racconta alla sua amica Elizabeth Cote, da cui abita in quel periodo, dell'incontro, raccontando anche particolari frutto della sua fantasia. Andrew in seguito assiste alla prima di una performance teatrale del Capriccio, per cui Versace aveva disegnato gli abiti, e ha un incontro successivo con lo stilista. Nel presente (15 luglio 1997) Cunanan riesce a scappare dalla scena del crimine, seppur visto da un testimone, e il corpo di Versace viene rinvenuto dal suo partner, Antonio D'Amico, che provvede a chiamare i soccorsi. In seguito Versace viene portato al pronto soccorso e poco dopo dichiarato morto. Mentre la polizia locale di Miami inizia a collaborare con le autorità federali, i fratelli di Gianni, Donatella e Santo, discutono insieme ai legali del futuro della casa di moda di Gianni; nello stesso tempo Andrew va in giro per la città come se nulla fosse, acquistando anche giornali sulla morte dello stilista, provando un senso di compiacimento.
- Guest star: Dascha Polanco (Det. Lori Weiger), Will Chase (Det. Scrimshaw), Jay R. Ferguson (Agente Evans), José Zúñiga (Det. Navarro), Christine Horn (Agente Gruber), Max Greenfield (Ronnie Holston), Joe Adler (Jerome Gentes), Annaleigh Ashford (Elizabeth Cote), Giovanni Cirfiera (Santo Versace), Vincenzo Amato (Cameriere di Versace), Cathy Moriarty (Vivian Oliva).
- Ascolti USA: telespettatori 2 220 000 – rating 18-49 anni 0,7%[1]

## Caccia all'uomo
- Titolo originale: Manhunt
- Diretto da: Nelson Cragg
- Scritto da: Tom Rob Smith

### Trama
Dopo l'assassinio di Gianni, il corpo dello stilista viene cremato e le ceneri riportate in Italia da Donatella e Santo, per il funerale. Nel marzo del 1994, Versace scopre di risultare positivo a HIV e immediatamente sua sorella accusa Antonio D'Amico per la malattia del fratello. Tre anni dopo, nel maggio 1997, Andrew Cunanan arriva a Miami, dopo aver ucciso già quattro persone, e si stabilisce in un motel dove assume un'altra identità. Va avanti prostituendosi, dando una parte del denaro al suo compagno di stanza Ronnie, anch'esso omosessuale e malato di AIDS, mostrando nei confronti del ragazzo già la sua ossessione per lo stilista Versace. Nel frattempo la relazione fra Gianni e Antonio migliora, tanto che Antonio gli propone di sposarsi, pur non essendo legale. Una sera, davanti a un nightclub, Andrew vede Gianni e Antonio che stanno per entrare e cerca di inseguirli, ma li perde nella folla.
- Guest star: Giovanni Cirfiera (Santo Versace), Dascha Polanco (Det. Lori Weiger), Max Greenfield (Ronnie Holston), Jay R. Ferguson (Agente Evans), Will Chase (Det. Scrimshaw), José Zúñiga (Det. Navarro), Christine Horn (Agente Gruber), Cathy Moriarty (Vivian Oliva).
- Ascolti USA: telespettatori 1 424 000 – rating 18-49 anni 0,4%[2]

## Un omicidio casuale
- Titolo originale: A Random Killing
- Diretto da: Gwyneth Horder-Payton
- Scritto da: Tom Rob Smith

### Trama
Nel maggio del 1997, il famoso imprenditore di Chicago Lee Miglin viene trovato morto nel suo garage dalla moglie Marilyn e da alcuni vicini. Una settimana prima, approfittando dell'assenza della moglie, impegnata nel suo lavoro di testimonial di cosmetici, Miglin aveva invitato a casa il giovane Andrew Cunanan, che conosce come escort gay. Dopo essere arrivato, Cunanan sevizia e uccide Lee; subito dopo fugge rubando una delle sue auto. Nella scena del crimine i poliziotti trovano delle riviste pornografiche gay accanto al cadavere. La moglie Marilyn, però, cerca di difendere la reputazione del marito sostenendo che queste riviste non hanno a che fare con le sue preferenze sessuali e che l'omicidio è stato del tutto casuale. Vicino alla casa i poliziotti trovano anche un furgone associato all'omicidio precedente di Andrew e, sospettando subito di lui, cercano di rintracciarlo attraverso il cellulare collegato all'auto di Lee. Cunanan si rende conto della possibilità di essere rintracciato e abbandona la macchina a Pennsville, in New Jersey, dove ruba un furgone a William Reese, guardiano di un cimitero monumentale, dopo averlo ucciso sangue freddo con un colpo di pistola. Nel frattempo, Marilyn Miglin cerca di farsi forza, continuando a lavorare con la solita serenità.
- Special guest star: Judith Light (Marilyn Miglin).
- Guest star: Mike Farrell (Lee Miglin), Alex Fernandez (Matt L. Rodriguez), Jack Armstrong (Jean Paul Baitler), Jacob Fortner (Duke Miglin).
- Ascolti USA: telespettatori 1 261 000 – rating 18-49 anni 0,4%[3]

## La casa sul lago
- Titolo originale: House by the Lake
- Diretto da: Dan Minahan
- Scritto da: Tom Rob Smith

### Trama
A Minneapolis, nell'aprile del 1997, Andrew Cunanan uccide a martellate Jeffrey Trail fracassandogli il cranio, nel loft del suo ex amante David Madson. Dopo aver costretto Madson, che aveva assistito all'omicidio, a diventare suo complice, Cunanan decide di scappare con David in Messico. Nel frattempo però Linda Elwell, un architetto collega di David, bussa alla sua porta non avendolo visto al lavoro. I due allora scappano dal retro della casa. La polizia di Minneapolis irrompe nella casa di Madson, scoprendo il corpo di Trail e sospettano che David sia scappato dopo averlo assassinato; vengono allora interrogati i genitori di Madson, convinti che il figlio sia sicuramente innocente e complice di qualcun altro. Durante la fuga, Madson cerca di far capire a Cunanan che non può continuare a vivere la sua vita come una continua bugia; questi, rendendosi conto che sta perdendo anche il suo ex amante, decide allora di ucciderlo: lo conduce nelle vicinanze di un lago fuori Rush City e gli spara tre colpi di pistola. In seguito viene ritrovato il cadavere.
- Special guest star: Finn Wittrock (Jeff Trail), Aimee Mann (Cantante del bar).
- Guest star: Cody Fern (David Madson), Michael Shamus Wiles (Det. Robert Tichich), Razaaq Adoti (Det. Pete Jackson), Sophie von Haselberg (Linda Elwell), John Lacy (Howard Madson).
- Ascolti USA: telespettatori 981 000 – rating 18-49 anni 0,3%[4]

## Coming Out
- Titolo originale: Don't Ask Don't Tell
- Diretto da: Dan Minahan
- Scritto da: Tom Rob Smith

### Trama
Nel giugno del 1995, Gianni Versace ignora la disapprovazione di Donatella e dichiara al mondo intero, attraverso un'intervista, la sua omosessualità e la sua relazione con il modello Antonio D'Amico. Nel novembre del 1995 l'ufficiale della marina americana Jeffrey Trail viene sospettato di essere omosessuale dopo aver salvato da un pestaggio un soldato omosessuale. In seguito al fallimento di un tentato suicidio, Trail va per la prima volta in un bar gay, dove incontra Andrew Cunanan. In seguito Jeff acconsente a fare un'intervista riguardo l'omofobia nella marina militare, e poi decide di lasciare ufficialmente la marina. Due anni dopo, Cunanan raggiunge a Minneapolis Jeff e David, ossessionato dai due, e volendo passare un periodo insieme a loro. Entrambi gli uomini, però, cercano di evitarlo: Jeff si stabilisce in quel periodo a casa della sorella, mentre David è impegnato con altri uomini. Abbandonato e arrabbiato, Cunanan decide di risolvere la cosa uccidendo brutalmente Trail.
- Special guest star: Finn Wittrock (Jeff Trail)
- Guest star: Cody Fern (David Madson), Tara Summers (Laura Trail), Sophie van Haselberg (Linda Elwell).
- Ascolti USA: telespettatori 913 000 – rating 18-49 anni 0,2%[5]

## L'uomo giusto
- Titolo originale: Descent
- Diretto da: Gwyneth Horder-Payton
- Scritto da: Tom Rob Smith

### Trama
Un anno prima di commettere il primo degli omicidi, Andrew vive con il suo ex amante Norman. Norman, un facoltoso uomo molto più vecchio di lui, accontenta Andrew in tutti i suoi capricci, anche se da circa tre mesi non hanno più rapporti intimi. Alla sua festa di compleanno, Andrew tenta di impressionare David e conquistare il suo amore mostrandogli che tutti intorno a lui lo amano, incluso Jeff. Più tardi, Andrew chiede a Norman di aumentare il suo vitalizio mensile, di comprargli una Mercedes e dei biglietti di prima classe nazionali ed internazionali. Norman rifiuta queste condizioni e alla fine lascia Andrew. Nel tentativo disperato di conquistare David, Andrew lo invita in un'elegante camera d'albergo e spende migliaia di dollari in regali per lui. David, imbarazzato dal lusso estremo e dalle bugie che l'amico racconta, decide di andarsene tagliando i legami con Andrew. In una spirale di eventi in discesa, Andrew assume delle anfetamine e per riavvicinare Jeff, invia al padre di quest'ultimo una cartolina in cui ringrazia Jeff delle scarpe costose appena regalate. Infuriato, Jeff raggiunge Andrew e gli dice che parte per lavoro a Minneapolis, la città natale di David. Andrew cade in una depressione mentre la sua vita cade a pezzi e inizia a fabbricare sempre più bugie mentre assume droghe sempre più pesanti, prima di rivolgersi a sua madre per chiedere aiuto. Alla fine dell'episodio Andrew saluta la madre e parte per Minneapolis.
- Special guest star: Finn Wittrock (Jeff Trail).
- Guest star: Cody Fern (David Madson), Mike Farrell (Lee Miglin), Annaleigh Ashford (Elizabeth Cote), Michael Nouri (Norman Blachford), Terry Sweeney (David Gallo), Joanna Adler (Mary Ann Cunanan).
- Ascolti USA: telespettatori 1 095 000 – rating 18-49 anni 0,3%[6]

## Ascesa
- Titolo originale: Ascent
- Diretto da: Gwyneth Horder-Payton
- Scritto da: Tom Rob Smith

### Trama
Nel 1992, Gianni Versace spinge Donatella a rilevare la società dopo la sua morte. Dopo un tentativo fallito di collaborare a un abito per il gala del Vogue, Gianni diventa improvvisamente sordo (probabilmente per gli effetti dell'AIDS sul suo corpo anche se ufficialmente gli viene diagnosticato un cancro all'orecchio) e si reca a Miami per riprendersi, costringendo Donatella a prendere le redini dell'azienda. Quello stesso anno, Cunanan, che vive con Mary Ann, inizia a lavorare come escort gay per uomini più anziani. Intreccia una relazione con Lincoln Aston, un amico intimo di Norman Blachford. Non appena scopre che Andrew e David Madson hanno passato la notte insieme, Aston lascia il giovane Andrew. Nel tentativo di riconciliarsi con Aston, Andrew diventa il testimone del brutale omicidio del suo ex amante per mano di un balordo. Cunanan esce dall'appartamento di sua madre in seguito a una discussione con quest'ultima e sfrutta la morte di Aston per sedurre il facoltoso Norman Blachford, che lo invita a trasferirsi a casa sua.
- Special guest star: Finn Wittrock (Jeff Trail).
- Guest star: Cody Fern (David Madson), Michael Nouri (Norman Blachford) Terry Sweeney (David Gallo), Annaleigh Ashford (Elizabeth Cote), Joanna Adler (Mary Ann Cunanan), Todd Waring (Lincoln Aston), Paul Schneider (Paul Beck), Molly Price (Manager dell'agenzia di escort).
- Ascolti USA: telespettatori 917 000 – rating 18-49 anni 0,3%[7]

## Ricordi d'infanzia
- Titolo originale: Creator / Destroyer
- Diretto da: Matt Bomer
- Scritto da: Tom Rob Smith e Maggie Cohn

### Trama
Nel 1957 in Italia, un giovane Versace inizia a disegnare abiti sotto la guida della madre sarta. Nel 1980, un giovane Cunanan riceve un trattamento preferenziale da parte del padre Modesto, un intraprendente agente di borsa che, mentendo sulle sue referenze, viene assunto alla Merrill Lynch. Modesto non riserva lo stesso trattamento alla madre e ai fratelli del piccolo Andrew, da lui ritenuti bravi ragazzi ma non tanto speciali quanto Andrew. Cunanan viene accettato presso una facoltosa scuola privata e sette anni dopo, continuando a frequentarla, comincia ad accettare segretamente appuntamenti con uomini più anziani. Modesto, nel frattempo viene licenziato per appropriazione indebita di denaro di alcuni clienti e, avendo scoperto di essere ricercato dall'FBI, fugge a Manila, la sua città d'origine, lasciando la famiglia senza soldi. Andrew, che ha dovuto lasciare la scuola, rintraccia il padre nelle Filippine e gli rinfaccia il fatto che sia scappato lasciandoli al verde. Al suo ritorno negli Stati Uniti, Andrew fa domanda per un lavoro in un supermarket, dove dice al gestore che il padre possiede piantagioni di ananas.
- Guest star: Jon Jon Briones (Modesto Cunanan), Edouard Holdener (Giovane Andrew), Annaleigh Ashford (Elizabeth Cote), Joanna Adler (Mary Ann Cunanan), Joe Adler (Jerome Gentes).
- Ascolti USA: telespettatori 998 000 – rating 18-49 anni 0,3%[8]

## Solo
- Titolo originale: Alone
- Diretto da: Dan Minahan
- Scritto da: Tom Rob Smith

### Trama
La sera del 15 luglio 1997, Cunanan si nasconde in una casa galleggiante di Miami Beach nel tentativo di sfuggire alle autorità locali e federali, e nei due giorni successivi, cerca di lasciare Miami. Mentre le autorità interrogano Mary Ann e Ronnie, Elizabeth Cote si rivolge a lui in un'intervista televisiva, il padre di David Madson insiste sull'innocenza del figlio e Modesto usa la storia di Andrew come motivo di speculazione. Il 22 luglio 1997, quando Versace viene sepolto nella cripta di famiglia vicino al Lago di Como, Donatella dice ad Antonio che non potrà vivere nella casa che gli è stata promessa. L'indomani mattina, la polizia rintraccia il giovane assassino, che si suicida con un colpo di pistola in bocca prima di essere arrestato . Cunanan viene sepolto in un mausoleo pubblico, mentre Donatella si prepara ad incontrare il consiglio di amministrazione. Nel frattempo Antonio, caduto in una depressione profonda, tenta il suicidio.
- Special guest star: Judith Light (Marilyn Miglin).
- Guest star: Giovanni Cirfiera (Santo Versace), Dascha Polanco (Det. Lori Weiger), Will Chase (Det. Paul Scrimshaw), José Zúñiga (Det. George Navarro), Jon Jon Briones (Modesto Cunanan), Max Greenfield (Ronnie Holston), Edouard Holdener (Giovane Andrew), Annaleigh Ashford (Elizabeth Cote), Joanna Adler (Mary Ann Cunanan), John Lacy (Howard Madson), Cullen Douglas (Agente Reynolds).
- Ascolti USA: telespettatori 1 197 000 – rating 18-49 anni 0,3%[9]